# Somogygeszti
Somogygeszti is een plaats (község) en gemeente in het Hongaarse comitaat Somogy. Somogygeszti telt 592 inwoners (2001).